# Nick Holden
Nick Holden, född 15 maj 1987, är en kanadensisk före detta professionell ishockeyback som spelade 12 säsonger i National Hockey League (NHL) för Columbus Blue Jackets, Colorado Avalanche, New York Rangers, Boston Bruins, Vegas Golden Knights och Ottawa Senators.
Holden blev aldrig NHL-draftad.

## Statistik

### Klubbkarriär
| 2003–04    | St. Albert Steel 18U AA | REMHL      | 34  | 9  | 15  | 24  | 70  | —  | — | —  | —  | —  |
| 2003–04    | St. Albert Raiders AAA  | AMHL       | 2   | 0  | 0   | 0   | 0   | —  | — | —  | —  | —  |
| 2004–05    | St. Albert Raiders AAA  | AMHL       | 35  | 7  | 15  | 22  | 24  | —  | — | —  | —  | —  |
| 2004–05    | Camrose Kodiaks         | AJHL       | 4   | 0  | 0   | 0   | 0   | —  | — | —  | —  | —  |
| 2005–06    | Camrose Kodiaks         | AJHL       | 29  | 5  | 8   | 13  | 27  | —  | — | —  | —  | —  |
| 2005–06    | Sherwood Park Crusaders | AJHL       | 28  | 2  | 15  | 17  | 19  | —  | — | —  | —  | —  |
| 2006–07    | Chilliwack Bruins       | WHL        | 67  | 8  | 23  | 31  | 62  | 5  | 1 | 1  | 2  | 6  |
| 2007–08    | Chilliwack Bruins       | WHL        | 70  | 22 | 38  | 60  | 54  | 4  | 1 | 3  | 4  | 0  |
| 2007–08    | Syracuse Crunch         | AHL        | 1   | 0  | 0   | 0   | 2   | —  | — | —  | —  | —  |
| 2008–09    | Syracuse Crunch         | AHL        | 61  | 4  | 18  | 22  | 46  | —  | — | —  | —  | —  |
| 2009–10    | Syracuse Crunch         | AHL        | 68  | 6  | 17  | 23  | 52  | —  | — | —  | —  | —  |
| 2010–11    | Springfield Falcons     | AHL        | 67  | 4  | 21  | 25  | 63  | —  | — | —  | —  | —  |
| 2010–11    | Columbus Blue Jackets   | NHL        | 5   | 0  | 0   | 0   | 0   | —  | — | —  | —  | —  |
| 2011–12    | Springfield Falcons     | AHL        | 25  | 3  | 6   | 9   | 14  | —  | — | —  | —  | —  |
| 2012–13    | Springfield Falcons     | AHL        | 73  | 9  | 30  | 39  | 58  | 8  | 0 | 3  | 3  | 6  |
| 2012–13    | Columbus Blue Jackets   | NHL        | 2   | 0  | 0   | 0   | 0   | —  | — | —  | —  | —  |
| 2013–14    | Colorado Avalanche      | NHL        | 54  | 10 | 15  | 25  | 22  | 7  | 3 | 1  | 4  | 8  |
| 2014–15    | Colorado Avalanche      | NHL        | 78  | 5  | 9   | 14  | 28  | —  | — | —  | —  | —  |
| 2015–16    | Colorado Avalanche      | NHL        | 82  | 6  | 16  | 22  | 24  | —  | — | —  | —  | —  |
| 2016–17    | New York Rangers        | NHL        | 80  | 11 | 23  | 34  | 35  | 11 | 2 | 2  | 4  | 4  |
| 2017–18    | New York Rangers        | NHL        | 55  | 3  | 9   | 12  | 14  | —  | — | —  | —  | —  |
| 2017–18    | Boston Bruins           | NHL        | 18  | 1  | 4   | 5   | 0   | 2  | 0 | 1  | 1  | 0  |
| 2018–19    | Vegas Golden Knights    | NHL        | 61  | 3  | 12  | 15  | 14  | 1  | 0 | 0  | 0  | 2  |
| 2019–20    | Vegas Golden Knights    | NHL        | 61  | 6  | 8   | 14  | 13  | 19 | 0 | 1  | 1  | 4  |
| 2020–21    | Vegas Golden Knights    | NHL        | 17  | 0  | 2   | 2   | 2   | 15 | 2 | 5  | 7  | 0  |
| 2021–22    | Ottawa Senators         | NHL        | 76  | 5  | 14  | 19  | 12  | —  | — | —  | —  | —  |
| 2022–23    | Ottawa Senators         | NHL        | 65  | 2  | 14  | 16  | 10  | —  | — | —  | —  | —  |
| NHL totalt | NHL totalt              | NHL totalt | 654 | 52 | 126 | 178 | 174 | 55 | 7 | 10 | 17 | 18 |

### Internationellt
| År            | Lag           | Turnering     | Resultat      |    | Matcher | Mål | Assist | Poäng | Utv |
| ------------- | ------------- | ------------- | ------------- | -- | ------- | --- | ------ | ----- | --- |
| 2022          | Kanada        | VM            | 2             | 10 | 0       | 2   | 2      | 4     |     |
| Senior totalt | Senior totalt | Senior totalt | Senior totalt | 10 | 0       | 2   | 2      | 4     |     |